# Уиндем, Барри
Ба́рри Кли́нтон Уи́ндем (англ. Barry Clinton Windham, род. 4 июля 1960, Суитуотер, Техас) — американский рестлер, сын рестлера Блэкджека Маллигана. Он наиболее известен по выступлениям в National Wrestling Alliance (NWA) и World Championship Wrestling (WCW). В течение своей карьеры Уиндэм считался одним из лучших современных рестлеров благодаря своему атлетичному и легкому техническому стилю для спортсмена такого размера.
В NWA/WCW он был чемпионом мира NWA в тяжелом весе, чемпионом Соединённых Штатов в тяжелом весе, телевизионным чемпионом мира, чемпионом наследия западных штатов, четырехкратным командным чемпионом мира NWA (Mid Atlantic)/WCW и командным чемпионом Соединённых Штатов NWA с Роном Гарвином. В WWF он был двукратным командным чемпионом мира вместе со своим шурином, Майком Ротундой.
Двукратный член Зала славы WWE: в составе «Четырёх всадников» (2012) и в составе «Американского экспресса» (2024).

## Личная жизнь
У Уиндема есть сын Каллан и дочь Эбигейл от его бывшей жены Кебры. Он также является дядей по материнской линии рестлеров WWE Брэя Уайатта и Бо Далласа.
26 октября 2011 года стало известно, что он был госпитализирован либо с очень серьезным инсультом, либо с обширным инфарктом и находился в отделении интенсивной терапии. Он был найден на своем ранчо своим шурином Майком Ротундой. Его семья подтвердила, что Уиндем перенес сердечный приступ. Его отец Блэкджек Маллиган опубликовал на Facebook сообщение: «Мой сын близок к смерти». Позже его перевезли в Орландо, Флорида, для проведения МРТ шеи из-за падения, которое случилось из-за приступа. В более позднем интервью на шоу Monte and the Pharaoh в 2019 году Уиндем отрицал наличие сердечного приступа, когда его прямо спросили о его здоровье.

## Титулы и достижения
- All Japan Pro Wrestling
  - World’s Strongest Tag Determination League Exciting Award (1983) — с Роном Фуллером[8]
- Championship Wrestling from Florida
  - Глобальный командный чемпион Флориды NWA (1 раз) — с Роном Бассом[9]
  - Чемпион Флориды NWA в тяжёлом весе (6 раз)[10]
  - Командный чемпион Флориды NWA (2 раза) — с Майком Грэмом (1) и Скоттом Макги (1)[11]
  - Телевизионный чемпион Флориды NWA (3 раза)[12]
  - Североамериканский командный чемпион NWA (Флорида) (1 раз) — с Майком Грэмом[13]
  - Чемпион Южных штатов NWA в тяжёлом весе (Флорида) (2 раза)[14]
  - Командный чемпион Соединённых Штатов NWA (Флорида) (3 раза) — с Майком Ротундой[15]
- Jim Crockett Promotions / World Championship Wrestling
  - Чемпион Соединённых Штатов NWA в тяжёлом весе (1 раз)[2]
  - Командный чемпион Соединённых Штатов NWA (1 раз) — с Роном Гарвином[6]
  - Чемпион наследия Западных штатов NWA (1 раз)[4]
  - Чемпион мира в тяжёлом весе NWA (1 раз)[1]
  - Командный чемпион мира NWA (Средняя Атлантика)/WCW (4 раза) — с Лексом Люгером (1), Дастином Роудсом[16] (1), Куртом Хеннигом (1) и Кендаллом Уиндемом (1)[5]
  - Командный чемпион мира NWA (1 раз) — с Дастином Роудсом
  - Телевизионный чемпион мира WCW (1 раз)[3]
  - Пятый чемпион Тройной короны WCW
- NWA All-Star Wrestling (North Carolina)
  - Командный чемпион мира NWA (1 раз) — с Талли Бланшаром[16]
- NWA New England
  - Чемпион Новой Англии NWA в тяжёлом весе (1 раз)[17]
- NWA Southern Championship Wrestling
  - Чемпион Южный штатов NWA в тяжёлом весе (Теннесси) (2 раза)[18]
- Pro Wrestling Illustrated
  - Самый прибавивший рестлер года (1982)
  - № 11 в топ 500 рестлеров в рейтинге PWI 500 в 1993[19]
- Turnbuckle Championship Wrestling
  - Чемпион TCW в тяжёлом весе (2 раза)[20]
- World Wrestling Council
  - Командный чемпион мира WWC (1 раз) — с Кендаллом Уиндемом[21]
- World Wrestling Federation/WWE
  - Чемпион Северной Америки в тяжелом весе NWA (1 раз)[22]
  - Зал славы WWE (2012, 2024) — как член «Четырёх всадников», как член «Американского экспресса»[23]
  - Командный чемпион WWF (2 раза) — с Майком Ротундой[7]
- Wrestling Observer Newsletter
  - Новичок года (1980)
  - Матч года (1986) пр. Рика Флэра, 14 февраля